# De royale ruiter
De royale ruiter is een stripverhaal uit de reeks van Suske en Wiske.

## Personages
In dit verhaal spelen de volgende personages mee:
- Suske, Wiske, tante Sidonia, Lambik, Jerom, professor Barabas, mijnheer Harry en ander personeel van hotel Bilton, hotelgasten, koning Urban de twaalfde (koning van Urbanië), Budrin (broer van Urban), kroonprins Kaburdan, Tetrina Botterika (hoofd Urbanische geheime dienst) en haar medewerkers, Adelaars, Bombardo, Prulina, Barbelina Bothox, motorrijder, chauffeur, Joep Stairs (bestuurder van bestelbusje), piloot, politieagenten, Marinka, gasten bij kroningfeest, personeel van het paleis

## Locaties
Dit verhaal speelt zich af op de volgende locaties:
- Nederland, hotel het Bilton[1], Segro Goossens, Schiphol, benzinestation, het laboratorium van professor Barabas, Urbanië, huis, boerderij, prieel, rivier, Adelaarsnest, het paleis van Urbanië

## Uitvindingen
In dit verhaal spelen de volgende uitvindingen van professor Barabas een rol:
- WAF[2]

## Het verhaal
De koninklijke familie van Urbanië brengt een bezoek aan het Bilton en Suske en Wiske hebben vakantiebaantjes in dit hotel. Wiske ziet dat kroonprins Kaburdan veel gelijkenissen heeft met het uiterlijk van Suske en liever afstand doet van het koningschap. Tetrina kan voorkomen dat de kroonprins vertrekt, maar hij wordt later aangevallen door meerdere Adelaars. Wiske helpt de kroonprins ontsnappen en verbergt hem in de kamer van Lambik. De kroonprins vertelt dat zijn vader bijna tachtig jaar wordt en dan afstand van de troon moet doen. De kroonprins moet dan trouwen met prinses Barbelina Bothox en daarom wil de kroonprins niet terug naar zijn familie. Lambik belt Harry en de Urbanische geheime dienst komt naar de kamer. De kroonprins is ontsnapt en Tetrina vraagt of Suske zijn plaats wil innemen tot hij teruggevonden is. Suske wil dit wel doen, maar tante Sidonia stemt alleen met het voorstel in als Jerom zijn persoonlijke lijfwacht wordt.
Lambik is van mening dat er ook infiltranten van de Adelaars in de geheime dienst van Urbanië aanwezig kunnen zijn en stelt voor om WAF in te zetten. Dit is de nieuwste uitvinding van professor Barabas en is in staat om een DNA-spoor te volgen. Lambik gaat samen met tante Sidonia naar professor Barabas en Suske wordt vermomd als de kroonprins. Budrin ontvangt Suske, maar merkt dat zijn zoon niet helemaal zichzelf is. Urban is naar het ziekenhuis gebracht na het gevecht met de Adelaars en Tetrina besluit Budrin in te lichten over de verwisseling van de kroonprins en Suske. Die avond zal er een ontmoeting plaatsvinden met Barbelina en Wiske krijgt als persoonlijk assistent de taak om Suske er piekfijn uit te laten zien. Ze hoort toevallig een gedeelte van een vreemd telefoongesprek van Tetrina. Suske wordt voorgesteld aan Barbelina en valt voor haar uiterlijk en Wiske is jaloers. Op de terugreis wordt een van de auto's aangereden door de Adelaars en Jerom volgt deze terroristen. Een van de Adelaars valt dan de koning aan de chauffeur en Suske voorkomen dat hij gewond raakt.
Een motorrijder bekommert zich om Tetrina die in de aangereden auto zat en de Adelaar gebruikt zijn motor om Suske en de koning te achtervolgen. De Adelaar schiet op de auto en deze raakt in brand, maar Suske en de koning kunnen ontkomen voor deze ontploft. Ze kunnen vluchten op een paard, maar de koning wordt in zijn schouder geschoten door de Adelaar. De koninklijke familie besluit terug te keren naar Urbanië en Suske moet dan mee. Jerom heeft de Adelaars gevangen en overgeleverd aan de politie. Als Suske naar Tetrina gaat om meer over de kroonprins te weten te komen, hoort hij een gedeelte van een vreemd telefoongesprek. Jerom, Suske en Wiske besluiten om Tetrina in de gaten te houden en reizen met de koninklijke familie mee per vliegtuig. Lambik en tante Sidonia volgen WAF en houden een bestelbusje staande. De bestuurder verklaard dat hij een lift heeft gegeven aan een jongen en deze vertelde dat hij op weg was naar Urbanië.
Het vliegtuig komt aan in Urbanië en Urban en Tetrina begeleiden de gewonde koning naar het hospitaal. Jerom krijgt de opdracht de prins naar het paleis te brengen, maar dan worden ze beschoten door een vliegtuig. Jerom kan de piloot verslaan en vliegt weg in het aanvallende vliegtuig, maar intussen wordt Suske gepakt door een Adelaar en Wiske uit het vliegtuig gegooid. Het vliegtuig vertrekt, maar Wiske kan nog via het landingsgestel aan boord komen. Tante Sidonia en Lambik horen dat Suske ontvoerd is, maar besluiten zich te richten op de zoektocht naar de kroonprins. Ze zien hem bij een benzinestation, maar de jongen kan ontkomen in een politieauto. Het vliegtuig met Suske is geland op een verlaten autosnelweg in Urbanië en Suske wordt per auto verder vervoerd. Wiske kan zich in de kofferbak verstoppen. In het ziekenhuis hoort de koninklijke familie dat de kroonprins ontvoerd is. De volgende dag moet de koning afstand doen van de troon en als de kroonprins niet aanwezig is, moet de broer van de koning zijn titel overnemen.
De koning vertelt dan dat de kroonprins in Europa is verdwenen en Suske zijn plaats heeft ingenomen. Suske wordt vastgehouden in een huis en Wiske laat de auto van de Adelaars crashen en maakt van de verwarring gebruik om Suske te bevrijden. Dit mislukt en ook Wiske wordt gevangen gehouden, ze valt de leider van de Adelaars aan in de veronderstelling dat dit Tetrina is. De leider van de Adelaars wil dat de kinderen spoorloos verdwijnen en laat zijn mannen zoeken naar de kroonprins. Urban laat Jerom de koning bewaken in het ziekenhuis en Lambik en tante Sidonia komen bij de grens van Urbanië aan. Suske en Wiske worden door twee Adelaars begeleid, maar kunnen op een rijdende trein springen en ontsnappen. De Adelaars reizen naar het volgende dorp, waar de trein zal stoppen. WAF volgt nog altijd het spoor van de kroonprins en Lambik en tante Sidonia zien hem zoenen met een meisje bij een boerderij. De kroonprins vertelt dat hij verliefd werd op Marinka toen hij vroeger eens weggelopen was van het paleis. Als hij hoort dat Suske zijn plaats heeft ingenomen en ontvoerd is, besluit hij terug te gaan.
Suske en Wiske gebruiken een telefooncel om Lambik te bellen, maar ze worden tijdens het telefoongesprek gezien door de Adelaars en moeten opnieuw vluchten. De vrienden ontmoeten elkaar bij een prieel bij de rivier en Suske is van plan om opnieuw de plek van de kroonprins in te nemen, zodat deze veilig naar het paleis kan gaan. Marinka en Wiske gaan met de kroonprins en Suske mee en Wiske gebruikt WAF om de leider van de Adelaars te vinden, maar deze komt in een val terecht. Tetrina krijgt per telefoon te horen dat de kroonprins in het prieel is en ze vertelt dit tegen Urban. Lambik en tante Sidonia zien een boot met mannen van de geheime dienst naderen, maar deze wordt aangevallen door Adelaars. De terroristen nemen Suske mee en Lambik en Jerom volgen hen naar het Adelaarsnest. De kroonprins, Marinka en Wiske komen aan bij het paleis en gaan via een geheime gang naar binnen. Wiske ziet dat de kroning al is begonnen en stopt de ceremonie, ze vertelt dat de kroonprins in het paleis is en wijst Tetrina aan als Adelaar.
Budrin laat Tetrina oppakken en de koning valt flauw, waarna Urban Wiske vraagt hem meteen naar de kroonprins te brengen. Lambik en Jerom bevrijden Suske en horen van een van de mannen dat hij een spion is die in opdracht van Tetrina is geïnfiltreerd bij de Adelaars. Budrin is blij dat hij de kroonprins weer ziet en wil drinken op zijn veilige terugkeer. Dan komt WAF binnenstormen en wijst Budrin aan als de leider van de Adelaars. Wiske slaat het glas champagne uit de handen van de kroonprins en dan komen Lambik, Jerom en tante Sidonia ook via de geheime gang in het paleis. Budrin wordt gevangen en de vrienden bieden hun excuses aan aan Tetrina. Zij vertelt dat ze al langer vermoedens had. De koning is blij zijn zoon weer te zien, maar kan het bijna niet geloven dat zijn broer achter alle ellende zit. De koning laat de wet aanpassen, zodat zijn zoon zelf mag kiezen met wie hij trouwen wil. De vrienden zijn eregasten op het kroningsfeest en Karduban is gelukkig met Marinka.